# مرکز سینمایی نظامی

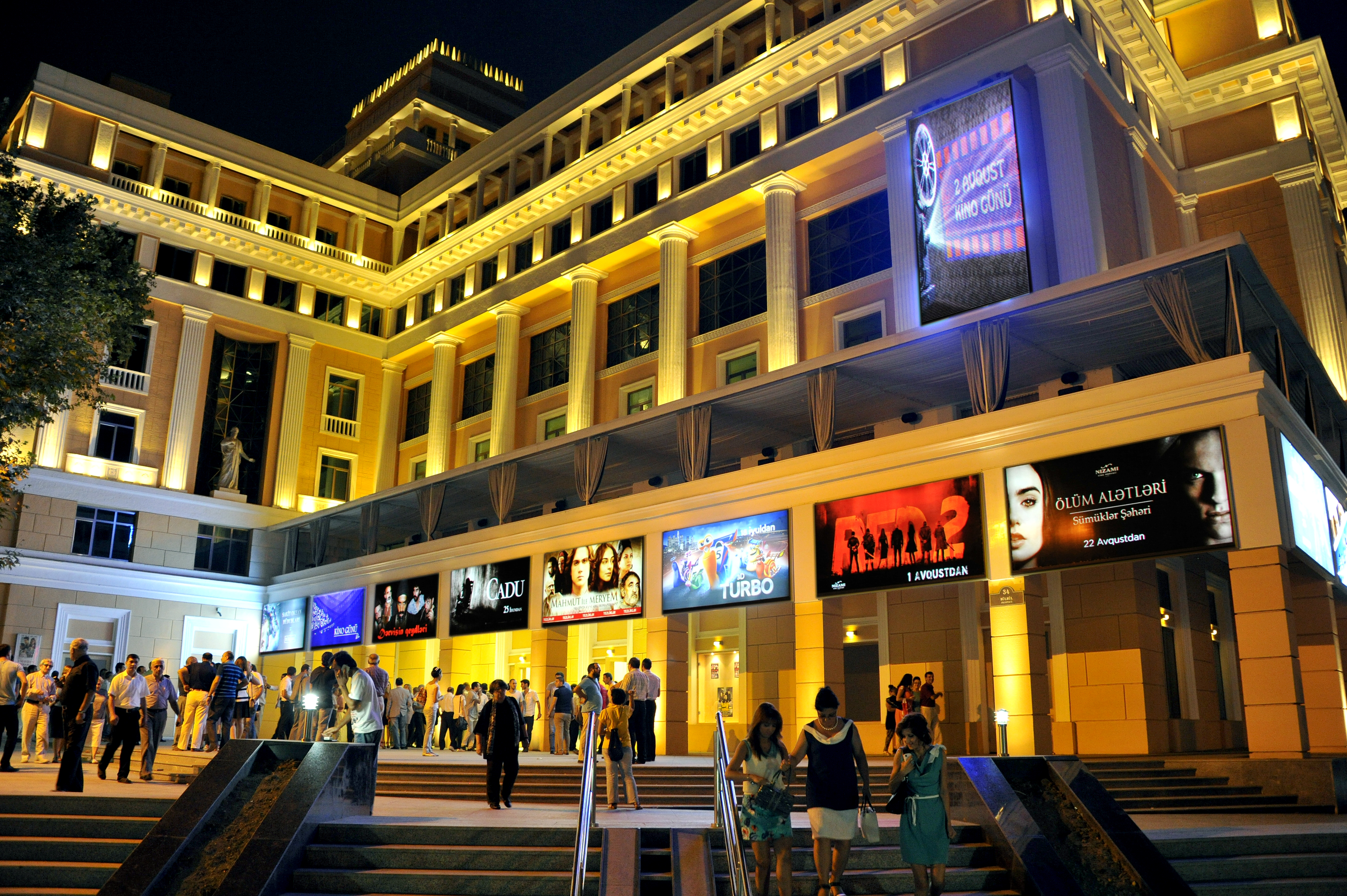
پردیس سینمایی نظامی در باکو

مرکز سینمای نظامی، یک پردیس سینمایی در باکو، پایتخت جمهوری آذربایجان است. این مرکز در سال ۱۹۴۰ افتتاح شد؛ و دوباره در سال ۲۰۱۱ بعد از بازسازی از فعالیت جدید آن رونمایی شد.

## پیشینه
این مرکز، یکی از قدیمی‌ترین سینماهای کشور جمهوری آذربایجان است؛ که در سال ۱۹۴۰ بنا شده‌است. این مرکز به نام نظامی گنجوی، شاعر معروف آذربایجانی نام‌گذاری شده‌است. در دوران شوروی، این سینما از جشنواره‌های فیلم و پیش نمایش آثار جدید فیلم‌سازان داخلی و خارجی میزبانی می‌کرد. در طول دورهٔ سخت اواخر دهه ۱۹۸۰ و اوایل دهه ۱۹۹۰ علاقهٔ مردم به رفتن به سینما تا حدودی کاهش یافته بود، اما از اواخر دهه ۱۹۹۰ تا اوایل سال‌های ۲۰۰۰، سینماهای جدیدی در این کشور ساخته شدند که مجهز به سیستم‌های پیشرفته نورافکنی، حفاظت از آتش و تکنولوژی صدا بودند و به تدریج، سینما دوباره توانست توجه شهروندان باکو و گردشگران این شهر را به خود جذب کند.
پس از یک بازسازی کامل در چارچوب برنامه دولتی توسعه سینمای آذربایجان در سالهای ۲۰۰۸ – ۲۰۱۸، سینمای نظامی در سال ۲۰۱۱ درهای خود رابار دیگر بر روی بازدیدکنندگان گشود. اکنون این مرکز، واجد امتیاز مرکز سینما است.